# Christian Atoki Ileka
Christian Atoki Ileka, né le 12 septembre 1960 à Kinshasa, est un diplomate de la république démocratique du Congo. Il est ambassadeur à l’Organisation des Nations unies à New York en 2001, et ambassadeur en France en 2011.

## Biographie
Christian Atoki Ileka naît à Kinshasa, le 12 septembre 1960. Ses parents sont originaires de la région de l’Équateur de l'ethnie Mongo[réf. nécessaire]. Élève à l'école française de Kinshasa puis à Bruxelles où il obtient son baccalauréat, il est ensuite diplômé en science politique et en économie, avec mention, de l'Université catholique de Louvain.   
Il commence sa carrière diplomatique en 1985, comme ministre-conseiller en Grèce jusqu’en 1988. Il est chargé d'une mission pour le compte des Nations unies à Haïti de 1985 à 1999.
Il est ensuite ambassadeur de la république démocratique  du Congo à l’Organisation des Nations unies  à New York. Il a été vice-président de l'Assemblée générale de l'ONU en 2001 et en 2007. 
Il est nommé ambassadeur de la république démocratique du Congo en France, en remplacement de Mira Ndjoku, décédé en septembre 2011. La remise des lettres de créances au président Nicolas Sarkozy a eu lieu en décembre 2011.
En juin 2018, l'ambassadeur est nommé secrétaire général au ministère des Affaires étrangères de la république démocratique du Congo. 
Christian Atoki Ileka est marié et père de cinq enfants.